# 彼得·凱爾
彼得·凱爾（英語：Peter Kyle，1970年9月9日—），英格蘭工黨籍政治人物，現任英國科學創新及科技大臣。自2015年開始，他擔任荷甫及波士拉德選區的國會議員。他是一位已經出櫃的同性戀者。